# 聯合國安全理事會第678號決議
1990年11月29日，联合国安理会通过第678号决议，限期要求伊拉克遵守之前的相关决议，立即无条件撤出科威特，并恢复其主权、独立和领土完整。决议同时请求联合国所有成员国对执行此项决议提供适当的支援。
包括苏联在内的12个理事国对该决议投赞成票，古巴和也门投反对票，中国弃权。由于伊拉克未于决议规定的最终期限1991年1月15日前撤兵，联合国授权多国部队以武力手段使伊拉克遵守安理会第660号决议，沙漠风暴行动随即于1月17日打响。